# Rieger-Kloss

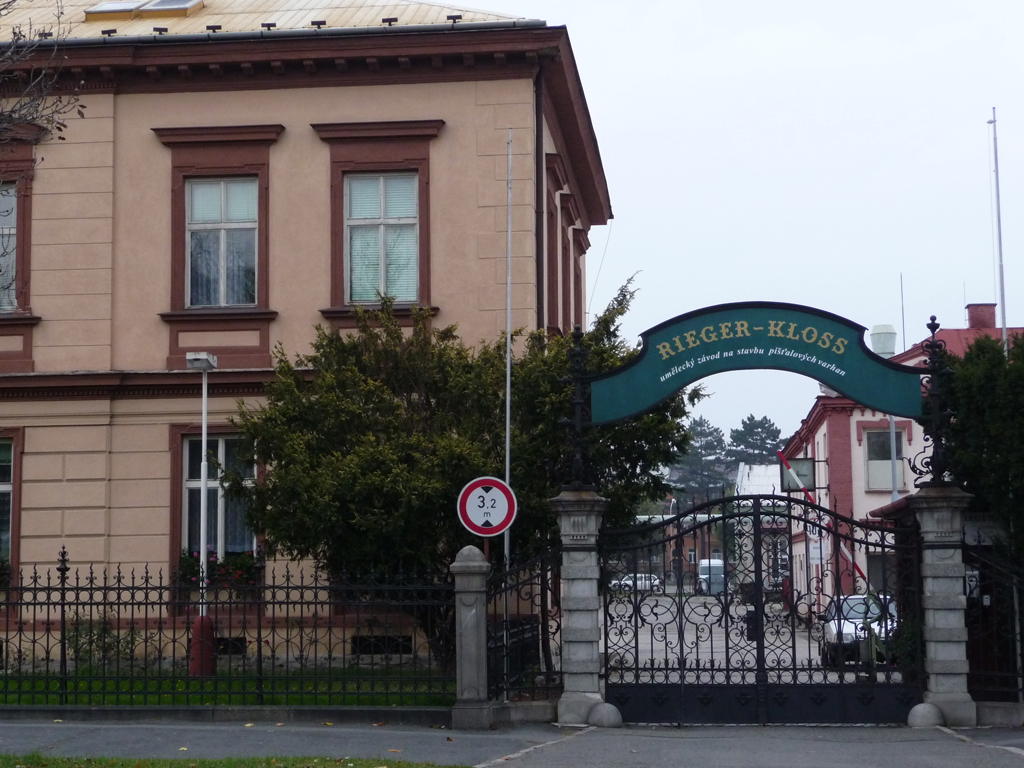
Rieger-Kloss-Firmengelände in Krnov

Rieger-Kloss war eine Orgelbaufirma in Krnov in Tschechien, die von 1947 bis 2015 bestand. Sie stellte mehr als 600 Orgeln in Tschechien, der Slowakei, der Sowjetunion, China, Japan, den USA und weiteren Ländern her. Sie ging aus der Firma Rieger Orgelbau hervor, deren Inhaber nach 1945 aus der Tschechoslowakei vertrieben wurden.

## Geschichte
Sie geht auf die Orgelbaufirma Gebrüder Rieger zurück, die 1845 von Franz Rieger im damaligen Jägerndorf in Österreichisch-Schlesien gegründet worden war. Diese wurde 1945 in der Tschechoslowakei enteignet und ließ sich nach der Vertreibung der Inhaberfamilie 1946 im österreichischen Schwarzach als Rieger Orgelbau nieder.
1947 wurde am alten Standort in Krnov eine staatliche Orgelbaufirma gegründet, die 1948 mit der kleinen Werkstatt von Josef Kloss, dem ehemaligen technischen Direktor von Gebrüder Rieger, zusammengeführt wurde. 1950 wurde eine Extra-Firma für den Pianobau ausgegliedert.
In den Anfangsjahren wurde fast ausschließlich für den einheimischen Markt produziert. Es gab kaum qualifizierte Mitarbeiter, und es konnten nur Instrumente mit Kegelladen und pneumatischer Traktur hergestellt werden. Nach dem Auftritt bei der Weltausstellung Expo 58 wurden zahlreiche Instrumente in die Sowjetunion geliefert, bis 1991 waren es 57. Seit den 1960er Jahren gelang schrittweise die Entwicklung von Orgeln mit Schleifladen und mechanischer Traktur. In den 1980er Jahren zählte das Unternehmen etwa 200 Beschäftigte.
Nach der Samtenen Revolution wurden Instrumente auch nach China, Japan, Korea, in die USA, nach Österreich und in weitere Länder geliefert. 1992 wurde eine Orgelbauerschule eingerichtet; 1994 wurde die Firma privatisiert. 1997 beschädigte ein Hochwasser die Produktionsanlagen schwer. 2011 übernahm der Unternehmer Jakub Škrbel die Firma. Sie meldete 2018 Insolvenz an.
Hermann Kloss, der Sohn von Josef Kloss, gründete 1968 einen eigenen Orgelbaubetrieb im niederbayerischen Kelheim.

## Werkliste (Auswahl)
Die Firma Rieger-Kloss stellte mehr als 600 Orgeln her und führte zahlreiche Reparaturen und andere Arbeiten durch. Die Opuszahl beginnt mit 3018 (nach der alten Rieger-Zählung).
Orgelneubauten (Auswahl)
| Jahr       | Ort                        | Gebäude                                   | Bild | Manuale | Register | Opus | Bemerkungen                                                                       |
| ---------- | -------------------------- | ----------------------------------------- | ---- | ------- | -------- | ---- | --------------------------------------------------------------------------------- |
| 1947       | Bystřice                   |                                           |      | II/P    | 29       |      |                                                                                   |
| 1950       | Šaštínske Stráže, Slowakei | Basilika von den Sieben Schmerzen Mariens |      | V/P     | 86       |      | etwa 5.500 Pfeifen, in Prospekt von 1771                                          |
| 1952       | Papradno, Slowakei         | St. Andreas                               |      | III/P   | 38       | 3139 | erweitert auf III/P, 52, 2011 Restaurierung                                       |
| 1955       | Anttola, Finnland          | Anttolan kirkko                           |      | II/P    | 16       |      |                                                                                   |
| 1956       | Bratislava                 | Philharmonie                              |      | IV/P    | 84       |      | ersetzt                                                                           |
| 1956       | Espoo, Finnland            | Leppävaaran kirkko                        |      | II/P    | 10       |      | ersetzt                                                                           |
| 1957       | Joensuu, Finnland          | Die Produktionsstätte des Lehrers         |      | II/P    | 10       |      | verschrottet                                                                      |
| 1959       | Moskau                     | Philharmonie, Tschaikowskisaal            |      | IV/P    | 81       |      |                                                                                   |
| 1961       | Olomouc                    | St. Moritz                                |      | V/P     | 94       |      | weitgreifende Erweiterung des historischen Werkes, Schleifladen → Orgel           |
| 1962       | Minsk, Weißrussland        | Philharmonie                              |      | IV/P    | 73       |      |                                                                                   |
| 1967       | Toronto, Canada            |                                           |      | III/P   | 35       |      |                                                                                   |
| 1969       | Kosiče (Kaschau)           | Dom St. Elisabeth                         |      | III/P   | 54       |      | op. 3374; unter Verwendung des Pfeifenwerks der Vorgänger-Orgel von Josef Angster |
| 1969       | Jerewan, Armenien          | Philharmonie                              |      | IV/P    | 62       |      |                                                                                   |
| 1970er     | Prag                       | Dvořak-Halle                              |      | IV/P    | 61       |      | etwa 5.050 Pfeifen, Prospekt von 1885                                             |
| 1972       | Ústí nad Labem             | Smetana-Saal                              |      | III/P   | 47       |      |                                                                                   |
| 1974       | Cheb                       | Galerie der bildenden Künste              |      | III/P   | 57       |      |                                                                                   |
| 1979       | Bratislava                 | Konzertsaal des Rundfunks                 |      | IV/P    | 81       |      |                                                                                   |
| 1980, 2000 | Ostrava                    | Philharmonie                              |      | IV/P    | 66       |      | ursprünglich in Kulturpalast Prag (V/P, 80), 2000 verkleinert umgesetzt           |
| 1981       | Tallinn, Estland           | St. Nikolai                               |      | IV/P    | 63       |      | 4.711 Pfeifen                                                                     |
| 1985       | Wolgograd                  | Philharmonie                              |      | IV/P    | 65       |      |                                                                                   |
| 1987       | Almaty, Kasachstan         | Philharmonie                              |      | IV/P    | 73       |      | 2017 Arbeiten von Schuke                                                          |
| 1980       | Kiew                       | St.-Nikolaus-Kathedrale                   |      | III/P   | 55       | 3504 | bei einem Brand am 3. September 2021 zerstört → Orgel                             |
| 1989       | Peking                     | Concert Hall                              |      | III/P   | 60       |      | erster Orgelneubau in der Volksrepublik China                                     |
| 1992       | Klagenfurt, Österreich     | St. Egidien                               |      | II/P    | 57       |      | → Orgel                                                                           |
| 1995       | Guangzhou, China           | Xinghai Concert Hall                      |      | IV/P    | 82       |      |                                                                                   |
| 1995       | Seoul, Korea               | Methodist Church                          |      | III/P   | 54       |      |                                                                                   |